# Hansa Records
Hansa Records, tyskt skivbolag i Berlin.
Här producerade Frank Farian bland annat Boney M. Studion i Berlin hette Hansa Tonstudio.

## Artister
Artister som spelat in eller haft kontrakt med Hansa:
- Alphaville
- Amii Stewart
- Aneka
- Boney M.
- Bonnie Tyler
- C. C. Catch
- Cliff Carpenter and his Orchestra
- Chris Norman
- David Bowie: "Low" (1977), "Heroes" (1978)
- Depeche Mode
- Elton John
- Eruption
- Falco
- Frank Farian
- Gilla
- Iggy Pop
- Japan
- Kent
- La Mama
- Milli Vanilli
- Modern Talking
- Münchener Freiheit
- Precious Wilson
- Die Prinzen
- Ricky Shayne
- Siouxsie and the Banshees
- Roland Kaiser
- The Action
- The Cure
- The Hollies
- The Sugarhill Gang
- U2: "Achtung Baby" (1991)
- Viola Wills